# Championnat du Qatar de football 2017-2018
Navigation
Saison précédente Saison suivante
La saison 2017-2018 du Championnat du Qatar de football est la cinquante-quatrième édition du championnat national de première division au Qatar. Les douze meilleures équipes du pays sont regroupées au sein d'une poule unique où elles s'affrontent deux fois au cours de la saison, à domicile et à l'extérieur. En fin de saison, le dernier du classement est relégué en deuxième division tandis que l'avant-dernier joue les barrages pour se maintenir dans le championnat.

## Les clubs participants
| - Al Kharitiyath SC - Al-Arabi SC - Al-Khor - Al-Gharafa SC - Al-Sailiya SC - Al Ahli SC | - Al-Duhail - Al-Markhiya - Promu de D2 - Al Sadd SC - Umm Salal SC - Al-Rayyan SC - Qatar SC - Promu de D2 |

## Compétition

### Classement
Le classement est établi sur le barème de points classique (victoire à 3 points, match nul à 1, défaite à 0).
| Rang | Équipe            | Pts | J  | G  | N | P  | Bp | Bc | Diff |
| ---- | ----------------- | --- | -- | -- | - | -- | -- | -- | ---- |
| 1    | Al-Duhail T       | 60  | 22 | 19 | 3 | 0  | 86 | 27 | +59  |
| 2    | Al Sadd SC        | 49  | 22 | 16 | 1 | 5  | 68 | 25 | +43  |
| 3    | Al Rayyan SC      | 43  | 22 | 13 | 4 | 5  | 54 | 39 | +15  |
| 4    | Al-Gharafa SC     | 35  | 26 | 10 | 5 | 7  | 43 | 34 | +9   |
| 5    | Umm Salal SC      | 33  | 22 | 8  | 9 | 5  | 33 | 34 | -1   |
| 6    | Al-Sailiya SC     | 28  | 26 | 8  | 4 | 10 | 40 | 42 | -2   |
| 7    | Al-Arabi SC       | 24  | 26 | 6  | 6 | 10 | 30 | 42 | -12  |
| 8    | Al-Khor SC        | 24  | 26 | 7  | 3 | 12 | 24 | 39 | -15  |
| 9    | Al Ahli SC        | 22  | 26 | 6  | 4 | 12 | 25 | 43 | -18  |
| 10   | Qatar SCP         | 22  | 26 | 6  | 4 | 12 | 24 | 46 | -22  |
| 11   | Al Kharitiyath SC | 16  | 26 | 4  | 4 | 14 | 29 | 62 | -33  |
| 12   | Al-Markhiya SCP   | 13  | 26 | 2  | 7 | 13 | 19 | 42 | -23  |

|  | Qualification pour la Ligue des champions de l'AFC 2019                         |
|  | Qualification pour le tour préliminaire de la Ligue des champions de l'AFC 2019 |
|  | Qualification pour la Coupe du golfe des clubs champions 2018                   |
|  | Barrages de relégation                                                          |
|  | Relégation directe en deuxième division                                         |
|  | T : Tenant du titre C : Vainqueur de la Coupe du Qatar P : Promu de D2          |

## Statistiques

### Meilleurs buteurs
|   | Buteurs                | Clubs          | Buts Note 1 | Pen. Note 1 |
| - | ---------------------- | -------------- | ----------- | ----------- |
| 1 | Youssef El-Arabi       | Al-Duhail      | 26          | 8           |
| 2 | Youssef Msakni         | Al-Duhail      | 25          | 2           |
| 3 | Abderrazak Hamed Allah | Al Rayyan SC   | 18          | 4           |
| 4 | Baghdad Bounedjah      | Al Sadd SC     | 16          | 1           |
| 5 | Rodrigo Tabata         | Al Rayyan SC   | 15          | 3           |
| 6 | Rachid Tiberkanine     | Al Kharitiyath | 13          | 2           |
| 7 | Nam Tae-hee            | Al-Duhail      | 12          | 0           |
| 7 | Wagner Ribeiro         | Al-Sailiya     | 12          | 1           |
| 7 | Jugurtha Hamroun       | Al Sadd SC     | 12          | 2           |
| 7 | Hassan Al Haidos       | Al Sadd SC     | 12          | 3           |

| Source : Classement des meilleurs buteurs sur Soccerway 1 : Nombre de buts inscrits (+) avec nombre de pénaltys (-) |